# Wet van Hess

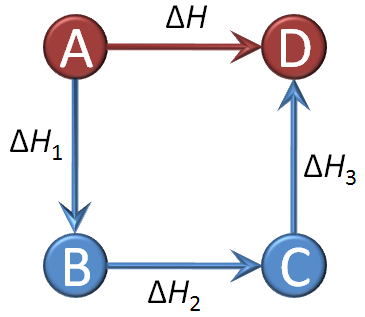
Grafische voorstelling van de wet van Hess. De enthalpieverandering ΔH om van systeem A naar systeem D te gaan is gelijk aan de som van de enthalpiën tussen systeem A, B, C en D (ΔH = ΔH_{1} + ΔH_{2} + ΔH_{3}).

De wet van Hess is een thermochemische wetmatigheid, geformuleerd door de Russisch-Zwitserse scheikundige Germain Henri Hess. De wet was in feite een voorloper van de eerste wet van de thermodynamica.
De wet van Hess legt vast dat de enthalpie voor een enkele reactie kan worden berekend via het verschil tussen de vormingsenthalpie van de producten en die van de reagentia:
{\displaystyle \Delta H_{reactie}^{\ominus }=\sum \Delta H_{\mathrm {f} \,(producten)}^{\ominus }-\sum \Delta H_{\mathrm {f} \,(reagentia)}^{\ominus }}
De enthalpieverandering van een reactiesysteem is dus onafhankelijk van het aantal stappen waarin de chemische reactie wordt uitgevoerd. Deze wet is handig wanneer men de enthalpieverandering van een reactie wil kennen. Men kan dan uitgaan van andere reacties, die, na combinatie ervan, dezelfde reactie geven als de oorspronkelijke. Op die manier kan de enthalpieverandering berekend worden uit een enthalpieverandering van andere reacties.

## Voorbeeld
Volgende reactievergelijkingen met hun enthalpieverandering zijn gegeven:
| # | Reactievergelijking                                                                         | Enthalpieverandering (kJ/mol) |
| - | ------------------------------------------------------------------------------------------- | ----------------------------- |
| A | {\displaystyle \mathrm {C_{(v)}+O_{2(g)}\ \longrightarrow CO_{2(g)}} }                      | -393,5                        |
| B | {\displaystyle \mathrm {H_{2(g)}+{\tfrac {1}{2}}O_{2(g)}\ \longrightarrow H_{2}O_{(g)}} }   | -285,9                        |
| C | {\displaystyle \mathrm {CH_{4(g)}+2\,O_{2(g)}\ \longrightarrow CO_{2(g)}+2\,H_{2}O_{(g)}} } | -890,4                        |

Door de bovenstaande reactievergelijkingen te combineren, kan men de enthalpieverandering voor volgende reactie vinden:
{\displaystyle \mathrm {C_{(v)}+2\,H_{2(g)}\ \longrightarrow CH_{4(g)}} } (D)
Hiertoe moet men het verband vinden tussen de 3 gegeven reacties en de gevraagde reactie. Het verband is D = A + 2B - C. Als men deze bewerking uitvoert, bekomt men de volgende reactievergelijking:
{\displaystyle \mathrm {C_{(v)}+O_{2(g)}+2\left(H_{2(g)}+{\tfrac {1}{2}}O_{2(g)}\right)+CO_{2(g)}+2H_{2}O_{(g)}\ \longrightarrow CO_{2(g)}+2\left(H_{2}O_{(g)}\right)+CH_{4(g)}+2\,O_{2(g)}} }
Na schrappen van de overeenkomstige stoffen in beide leden van de vergelijking, bekomen we volgende reactievergelijking:
{\displaystyle \mathrm {C_{(v)}+2\,H_{2(g)}\ \longrightarrow CH_{4(g)}} }
Dit is de gevraagde reactievergelijking (D). Volgens de wet van Hess geldt voor de verschillende enthalpieveranderingen hetzelfde verband:
{\displaystyle \Delta H_{D}=\Delta H_{A}+2\Delta H_{B}-\Delta H_{C}}
Ofwel:
{\displaystyle \Delta H_{D}=-393{,}5+2\cdot (-285{,}9)-(-890{,}4)=-74{,}9\ \mathrm {kJ/mol} }